# 异萼狸藻
异萼狸藻（学名：Utricularia heterosepala）為狸藻屬小型食虫植物。其种加词“heterosepala”来源于希腊语“heteros”和“sepal”，意为“其他的”和“花萼”。其为菲律宾的特有种，存在于巴拉望岛、吕宋岛和锡布延岛。异萼狸藻半水生于浅水或小溪中。1847年，路德维希·本杰明正式描述了异萼狸藻。异萼狸藻与蚌實狸藻節的其他物种的最大区别为其缺乏花萼。